# Gisant de Saint-Merd-les-Oussines
 (octobre 2014).
- Si vous ne connaissez pas le sujet, laissez ce bandeau (vous pouvez alors contacter les auteurs).
- Si vous supprimez le contenu mis en cause (vous pouvez préalablement contacter les auteurs),

argumentez précisément cette suppression dans la page de discussion
(un manque de référence n'est pas un argument ; une recherche réelle de référence doit avoir été effectuée, être formellement documentée).
 (octobre 2014).
Le gisant de Saint-Merd-les-Oussines est une sculpture funéraire qui se trouve dans l’église de Saint-Merd-les-Oussines, en Corrèze ; cette tombe sculptée serait, selon les études qui lui ont été consacrées, celle de la sépulture d’un dignitaire de l’ordre de Saint-Jean de Jérusalem, qui daterait du XVe siècle ; à la lumière des connaissances recueillies sur ce monument, le gisant de Saint-Merd-les-Oussines est le seul gisant en granite du XVe siècle conservé en Limousin, où, sur un total de 27 gisants du XIIe au XVe siècle qui n’ont pas été détruits à la Révolution, 14 gisants en granite sont connus.
Il a été classé monument historique au titre objet par arrêté du 5 septembre 1969.

## Le contexte historique et culturel

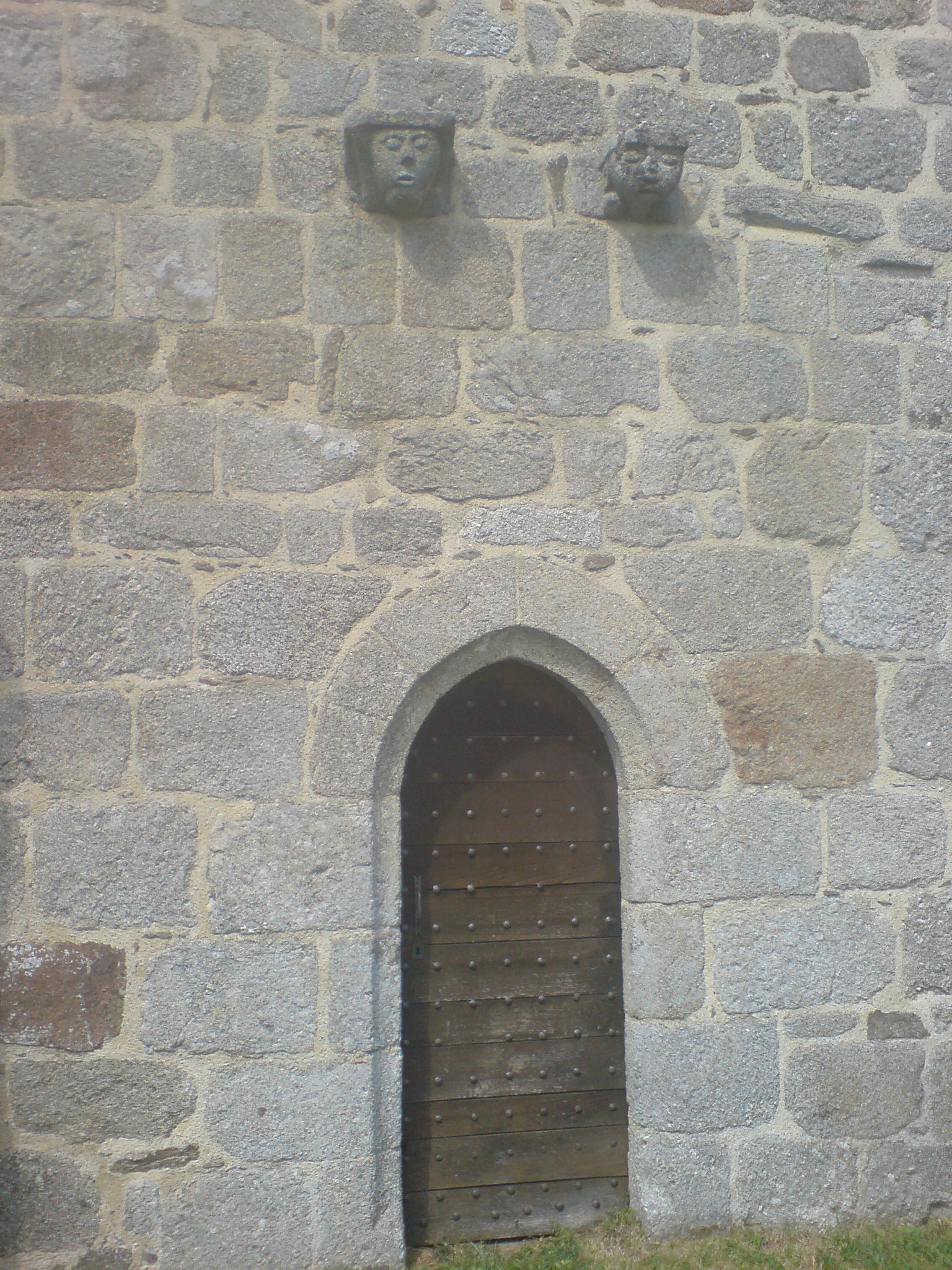
Portail sud de l'église du bourg de Courteix, qui, comme Saint-Merd-les-Oussines, dépendait de la commanderie templière de Bellechassagne.

### L'ordre hospitalier en Haute-Corrèze à la fin du Moyen Âge
Les Hospitaliers est un ordre religieux catholique hospitalier et militaire voué aux services des voyageurs, des pèlerins, des malades. Les Hospitaliers de l'ordre de Saint-Jean de Jérusalem, un ordre institué en 1113 (qui a reçu les biens des Templiers à la dissolution de l'ordre du Temple, un ordre uniquement militaire).
Les recherches historiques montrent que ces ordres religieux ont joué un rôle important dans le développement des campagnes françaises, en général, et cela a été le cas pour la Haute-Corrèze, en particulier, depuis le Moyen Âge ; dans un périmètre géographique qui est celui d’un cercle de 30 kilomètres de rayon tracé autour de Saint-Merd-les-Oussines, plusieurs implantations religieuses hospitalières ont été historiquement identifiées ; pour l’ordre du Temple :
- Gentioux, en Creuse,
- Crabanat, en Creuse,
- Bellechassagne, en Corrèze, où une implantation templière a effectivement existé, et où subsistent très peu de vestiges pour témoigner de cette implantation,
- Courteix, en Corrèze, où l’église Saint-Pierre-ès-Liens est attestée en 1282, à une époque où cette église appartenait à l'ordre du Temple ;

pour l’ordre de Saint-Jean de Jérusalem :
- Plainartige, en Haute-Vienne,
- Féniers, en Creuse,
- Malleret, en Creuse,
- Lavinadière, en Corrèze, commanderie de l'ordre canonial régulier du Saint-Sépulcre dévolue aux Hospitaliers en 1489.

Ce que montrent les rares vestiges que l’on peut étudier, c’est que les sources dont nous disposons sont trop limitées pour que l’on puisse retracer de manière détaillée l’histoire de la présence de ces ordres dans la région de Saint-Merd-les-Oussines aux XIIIe, XIVe et XVe siècles ; ainsi, par exemple, il n’existe que des informations très lacunaires sur un monument tel que la Croix du Bélier, appelé aussi Croix des Templiers, qui se trouve sur la commune de Peyrelevade, proche de Saint-Merd-les-Oussines, et qui daterait du XIVe siècle ; de plus, l’histoire de ces deux ordres, l’ordre du Temple et l’ordre de Saint-Jean de Jérusalem, est telle que les implantations de l’ordre du Temple ont souvent été reprises et remaniées par l’ordre de Saint-Jean de Jérusalem ; il en est ainsi, à Saint-Moreil, en Creuse, à une quarantaine de kilomètres de Saint-Merd-les-Oussines, du site de Charrières, où subsiste une église.

### Les tombes sculptées des Hospitaliers auxXIIIe–XVesiècles
Les sources manquent pour déterminer l’emplacement originel de la sépulture qui est maintenant dans l’église de Saint-Merd-les-Oussines ; le gisant a été, en 2012, transféré dans l’église, depuis le cimetière de la commune où il se trouvait ; cette opération de transfert et de restauration a été rendue possible grâce à de nombreuses initiatives, et, dans ce projet, l’association Les Amis du Pays de Bugeat a joué un rôle important ; ce déplacement du gisant permet d’assurer une bonne conservation de cette sculpture funéraire, bien meilleure que dans le cimetière où elle se trouvait, exposée aux intempéries ; on ignore à quelle date le gisant a été installé dans le cimetière communal ; et l’on ne sait pas non plus où était placé, avant la création de ce cimetière, le gisant qui a pu se trouver dans l’église, ou bien dans le cimetière qui jouxtait l’église, ou encore dans un bâtiment privé, manoir ou chapelle.
La présence d’un gisant de cette nature, à Saint-Merd-les-Oussines, peut être comprise si l’on prend en compte la présence de membres de l’ordre de Saint-Jean de Jérusalem dans cette région de Haute-Corrèze, comme cela a été vu plus haut ; et il faut également tenir compte du contexte culturel qui existait, dans les derniers siècles du Moyen Âge, dans le domaine des pratiques religieuses et funéraires ; nous sommes, aux XIIIe - XIVe et XVe siècles, dans une époque où change l’attitude des individus devant la mort et l’au-delà ; on observe que les défunts (si leur position sociale le permet) souhaitent de moins en moins des sépultures « discrètes » ; on se tourne vers des monuments funéraires « spectaculaires », tel le gisant de Saint-Merd-les-Oussines ; il en est ainsi de ce gisant qui met en scène, au moment de son décès, une personne socialement importante, qui est sans doute un dignitaire de l’ordre de Saint-Jean de Jérusalem ; un tel changement de mentalité a été décrit de la manière suivante : « Le témoignage de l’art et de la littérature est formel, et plus encore celui des pratiques funéraires : l’image que les hommes se font du passage dans l’au-delà se transforme considérablement pendant les derniers siècles du Moyen Âge. (…) (avant ces changements) pas de tombeaux construits, peu d’inscriptions, quelques croix, un pré couvert d’herbe : le mort rejoint dans une sorte d’indétermination spatiale et temporelle les multiples « patres », les ancêtres anonymes de la communauté (…) (après ces changements) les hommes de ce temps sont les premiers à adopter les pompes funèbres « flamboyantes » ; ils demandent à être enterrés dans les églises (…) et se font construire des tombeaux qui singularisent le mort et sa lignée pour les générations à venir. »
Le gisant de Saint-Merd-les-Oussines n’est pas, en Limousin, un témoignage isolé de la présence des ordres hospitaliers dans cette partie de la France et de pratiques funéraires visant à laisser pour la postérité un monument sculpté rappelant la personne défunte ; nous connaissons ainsi deux autres gisants qui sont, en Limousin, identifiés comme des tombes de chevaliers hospitaliers :
- en Creuse, à Maisonnisses, qui était une implantation hospitalière (et ce gisant ne peut donc pas être celui d'un Templier), dans l’église Saint-Sébastien, on peut voir le gisant d’un chevalier, en calcaire, daté du XIIIe siècle[6],
- en Haute-Vienne, à Sainte-Anne-Saint-Priest, dans l’église Sainte-Anne, on peut voir le gisant d’un chevalier de Saint-Jean-de-Jérusalem, en granite, daté du XIVe siècle[7].

Il existe, à Saint-Merd-les-Oussines, accolée à l’église Saint-Médard, sur un mur extérieur, dans un enfeu, une pierre tombale sculptée avec une croix en tau (la croix en tau, qui est associé avec l'ordre des Antonins, ne peut pas être liée à un chevalier hospitalier), et une épée ; la question de savoir si cette sépulture a un lien avec tel ou tel ordre n’est pas résolue.
Le bourg de Saint-Merd-les-Oussines (Saint-Merd-de-Moinache) était rattaché à la commanderie de Bellechassagne qui dépendait elle-même du grand prieuré d'Auvergne ; étaient membres de la commanderie de Bellechassagne les localités suivantes : Courteix, Chavanac, Bugeat, Soudeilles, Sérandon, Thalamy, Saint-Bazile, et Saint-Merd-les-Oussines ; il a été émis l’idée que l’établissement templier de Saint-Merd-les-Oussines était situé au lieu-dit « La Côte », à 500 mètres à l’ouest du Bourg, et que le bâtiment des Hospitaliers avait été remplacé, vers 1800, par une construction nouvelle, et que le puits qui se trouve dans la cour de cette propriété était de facture templière ; il a également été avancé que la mairie actuelle de Saint-Merd-les-Oussines, qui occupe un bâtiment, construit en 1825, qui était auparavant le presbytère de la paroisse, se trouve à l’emplacement qui était celui de la commanderie de l'ordre de Saint-Jean de Jérusalem jusqu’au XVIIIe siècle.

## Étude iconographique du gisant de Saint-Merd-les-Oussines

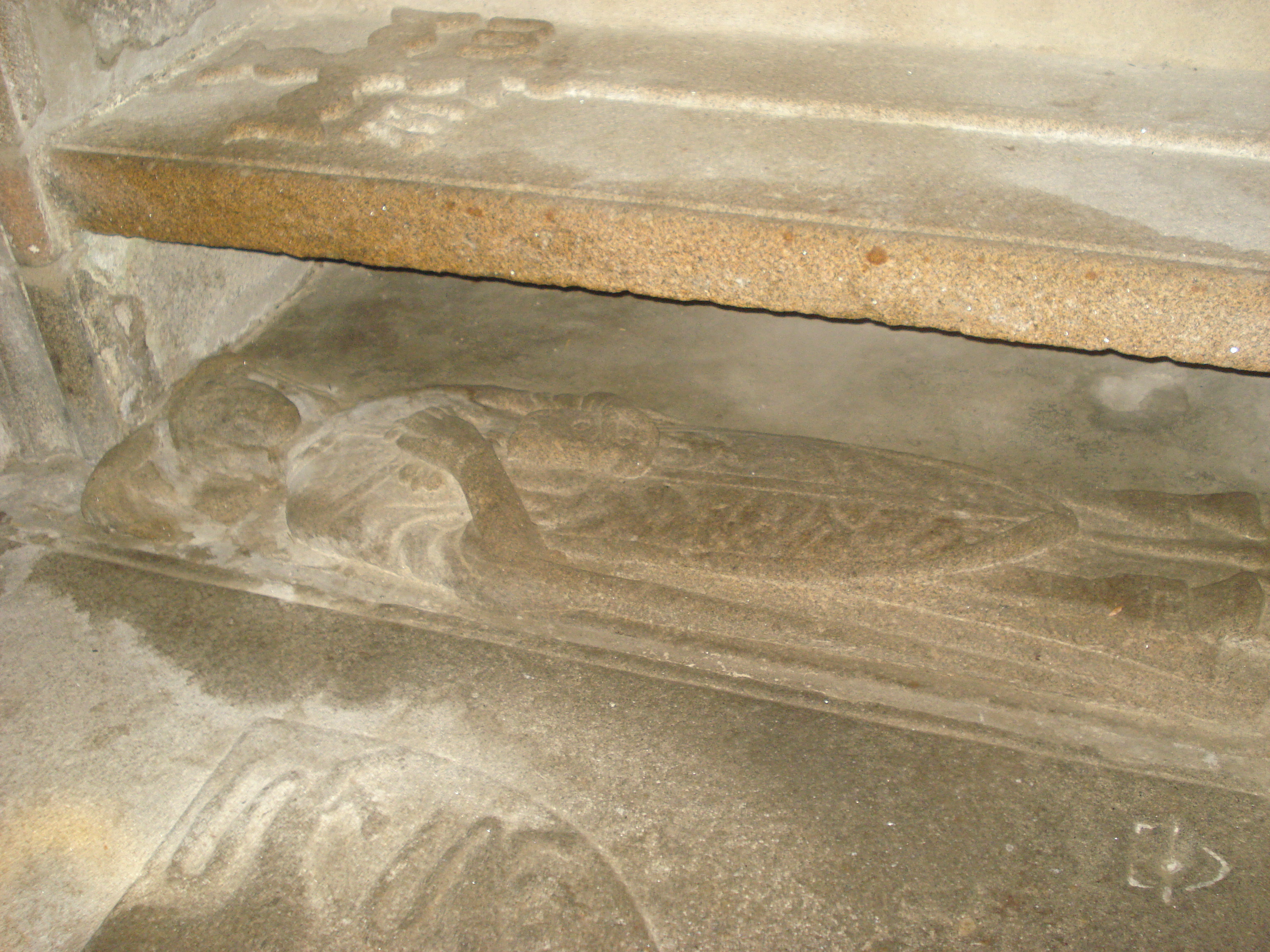
Exemple d'un gisant, taillé dans le granite, se trouvant en Limousin, à Bénévent-l'Abbaye, en Creuse.

### Les sculptures des gisants et leur signification
Les historiens des mentalités aident à comprendre la signification des thèmes iconographiques des sculptures funéraires ; l’analyse suivante s’intéresse aux gisants de la fin du Moyen Âge :
- « le gisant ne représente pas un défunt qui vient de mourir et qui est exposé au public avant la cérémonie des funérailles [...] ; [...] les gisants ne sont ni des morts, ni des vivants, mais des « béats », des bienheureux, des corps glorieux, éternellement jeunes [...] ; [...] ils ne sont ni des vivants insouciants, ni des agonisants douloureux, ni des morts putrescibles, ni des ressuscités dans la gloire, mais des élus qui attendent dans le repos et la paix la transfiguration du dernier jour, la résurrection [...][11] »
- « le corps qui est représenté par le gisant est montré habillé, et présenté couché sur le dos [...] ; [...] les gisants, le plus souvent, ont les yeux grands ouverts et les plis de leurs vêtements tombent comme s’ils étaient debout et non couchés [...] ; [...] ils portent assez souvent dans leurs mains des objets [...][11] »
- « les bas-reliefs couvrant les côtés du socle qui supporte le gisant représentent souvent le déroulement du convoi funéraire [...] ; [...] les bas-reliefs peuvent être ceux d’un convoi surnaturel, composé d’anges et de clercs alternés, ou bien ceux d’un convoi réel, formé de moines, de clercs, de pleureurs en cagoules, qui transportent et accompagnent la bière [...][11] »

Le gisant représente un ecclésiastique étendu sur un drap dont le bord est plissé en serviette. Sa tête aux cheveux courts repose sur un mince coussin rectangulaire, dans sa main gauche est placé un livre, sa main droite repose sur sa poitrine. Il porte une chasuble à galons ornés de cabochons, une aube plissée, un manipule au bras gauche, et une étole.
La dalle verticale est sculptée de six colonnes doriques qui supportent des arcs polylobés et délimitent cinq panneaux. Au centre, plus large que les autres, la scène principale : un personnage allongé (l'ecclésiastique défunt ?) est entouré par deux figures féminines tenant des enfants, l'une à sa tête (vraisemblablement une Vierge à l'Enfant assise : elle est couronnée) et la seconde à l'arrière (peut-être sainte Anne présentant l'âme du défunt, sous la forme d'un petit personnage tendant les bras en prière, à la Vierge et l'Enfant Jésus). Sur les panneaux latéraux, sont sculptés des moines : deux pleurant (celui de droite tient un livre) et deux portant des livres. »

### L’iconographie du gisant de Saint-Merd-les-Oussines

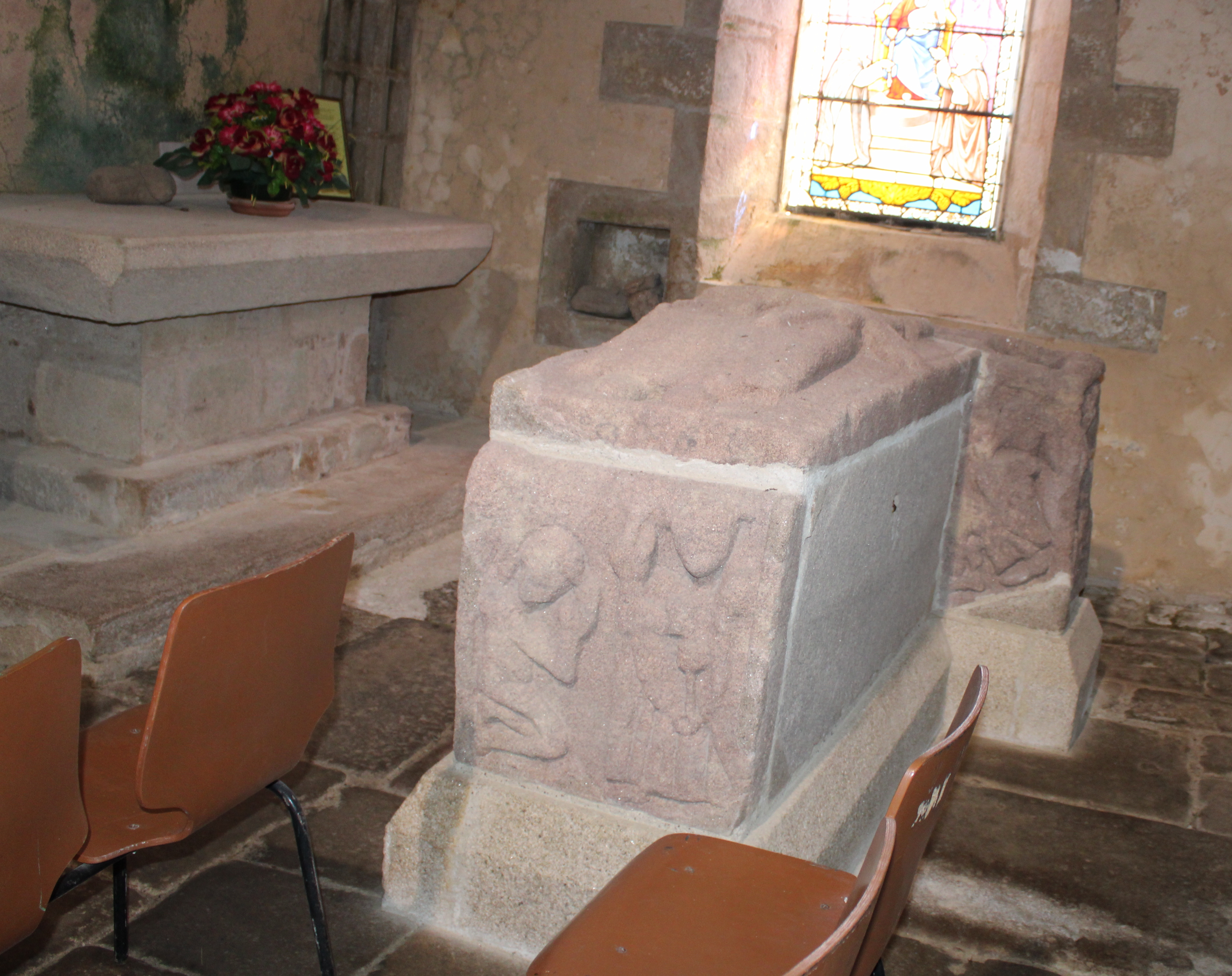
Le gisant de l'église de Saint-Merd-les-Oussines.
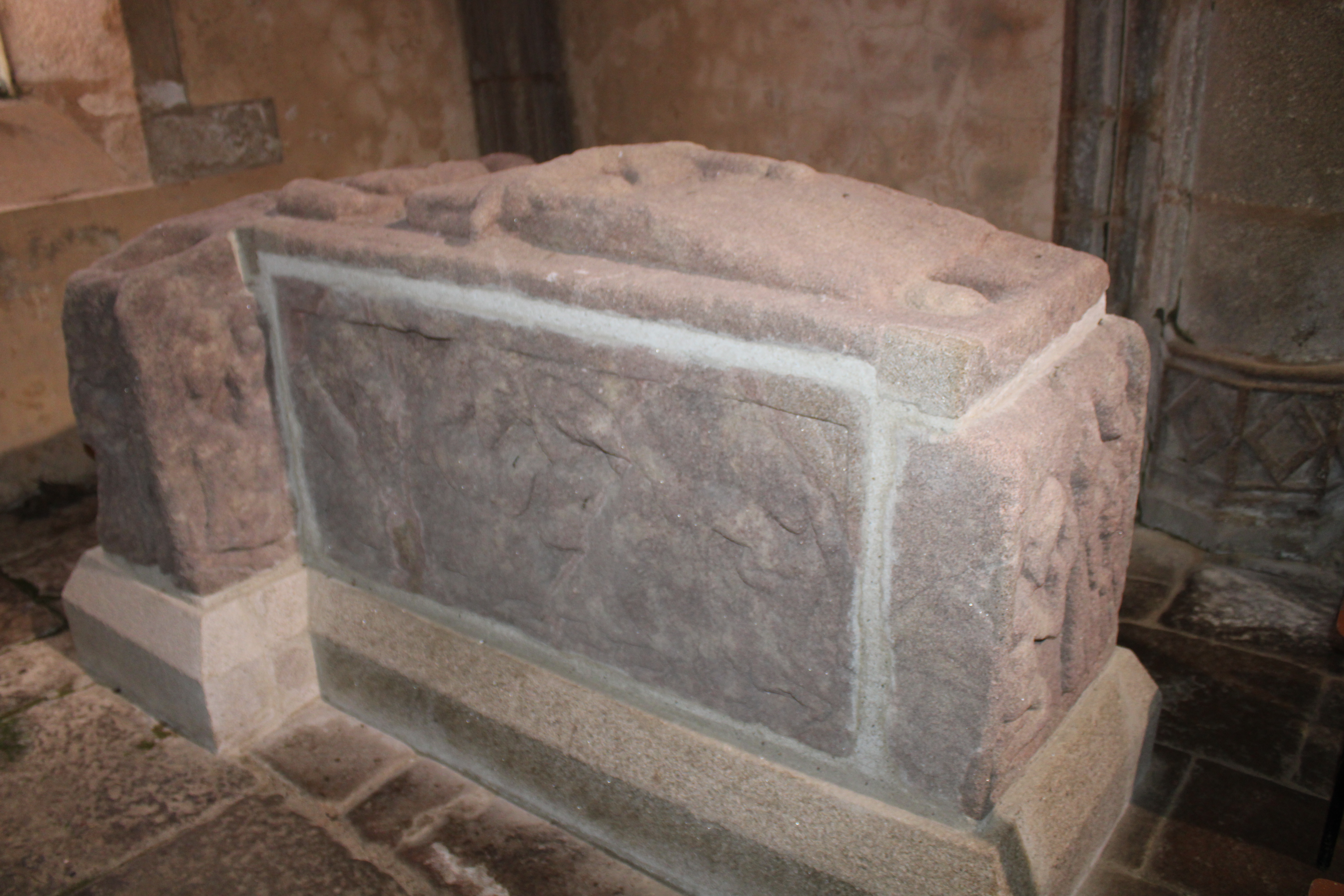
Le gisant de l'église de Saint-Merd-les-Oussines.

Le gisant est classé à titre d'objet des monuments historiques en 1969 et l'une des descriptions du gisant, dont on dispose à ce jour, est celle, succincte, que l’on trouve dans la base documentaire du Ministère de la Culture : « Tombeau, en granite taillé, avec décor en relief ; tombeau rectangulaire dont chaque côté est composé d'une dalle de granite ; une dalle sculptée recouvre le tombeau ; la dalle située aux pieds du gisant comporte des retours, elle est également sculptée ; sur la dalle de couverture figure le gisant ; deux personnages à mi-corps ornent la dalle située aux pieds du gisant. »

### Description des images des dalles sculptées du gisant

#### Dalle horizontale avant et après la reconstitution du tombeau
Un personnage est montré ici la tête sur un coussin.
Il est vêtu de longs vêtements, robe, recouverte d’un manteau ; robe, une coule, dont on voit les plis au niveau des cuisses et des jambes, et les emmanchures très larges autour des poignets ; manteau, une chape, dont on devine l’agrafe tenant fermés, en haut de la poitrine, les deux pans.
Ses pieds sont chaussés de chaussures à bout pointu dépassant au bas du vêtement.
Il tient une hache, qui est comme une doloire, un outil de charpentier, à son bras gauche (la doloire sert à équarrir les pièces de bois) ; il tient une herminette, également un outil de charpentier, à son bras droit (l’herminette sert à aplanir les pièces de bois).

#### Dalle à la tête du monument avant et après la reconstitution du tombeau
Quatre personnages sont montrés ici.
Un personnage, à gauche, est en position assise, et il porte une couronne sur la tête.
Les trois autres personnages sont séparés l'un de l'autre par un haut bâton vertical.
Ils sont vêtus de longs vêtements dont on voit les plis, et ils portent une haute coiffure sur leur tête.
Ils sont dans une position à demi fléchie, dans une attitude de respect devant une autorité.

#### Dalle du côté gauche avant et après la reconstitution du tombeau
Quatre personnages sont montrés ici. Les trois personnages de gauche sont séparés du personnage de droite par un haut bâton vertical. Ils sont vêtus de longs vêtements dont on voit les plis. Ils portent un fardeau sur leurs épaules.

#### Dalle au pied du monument avant et après la reconstitution du tombeau
Deux personnages sont montrés ici, l'un, à gauche, tourné vers la droite, où se trouve le second personnage. Le personnage de gauche est nu, et il est agenouillé, en position de prière, à côté du second personnage. Le second personnage est debout, vêtu d'une longue robe dont on voit les plis. Il tient, à sa droite, un haut bâton vertical, avec, sur son côté droit, une chaîne contre son vêtement, et, dans sa main gauche, une grande clé, dont l'anneau est tourné vers le bas.

## Images du gisant: le programme, les artistes, les sources

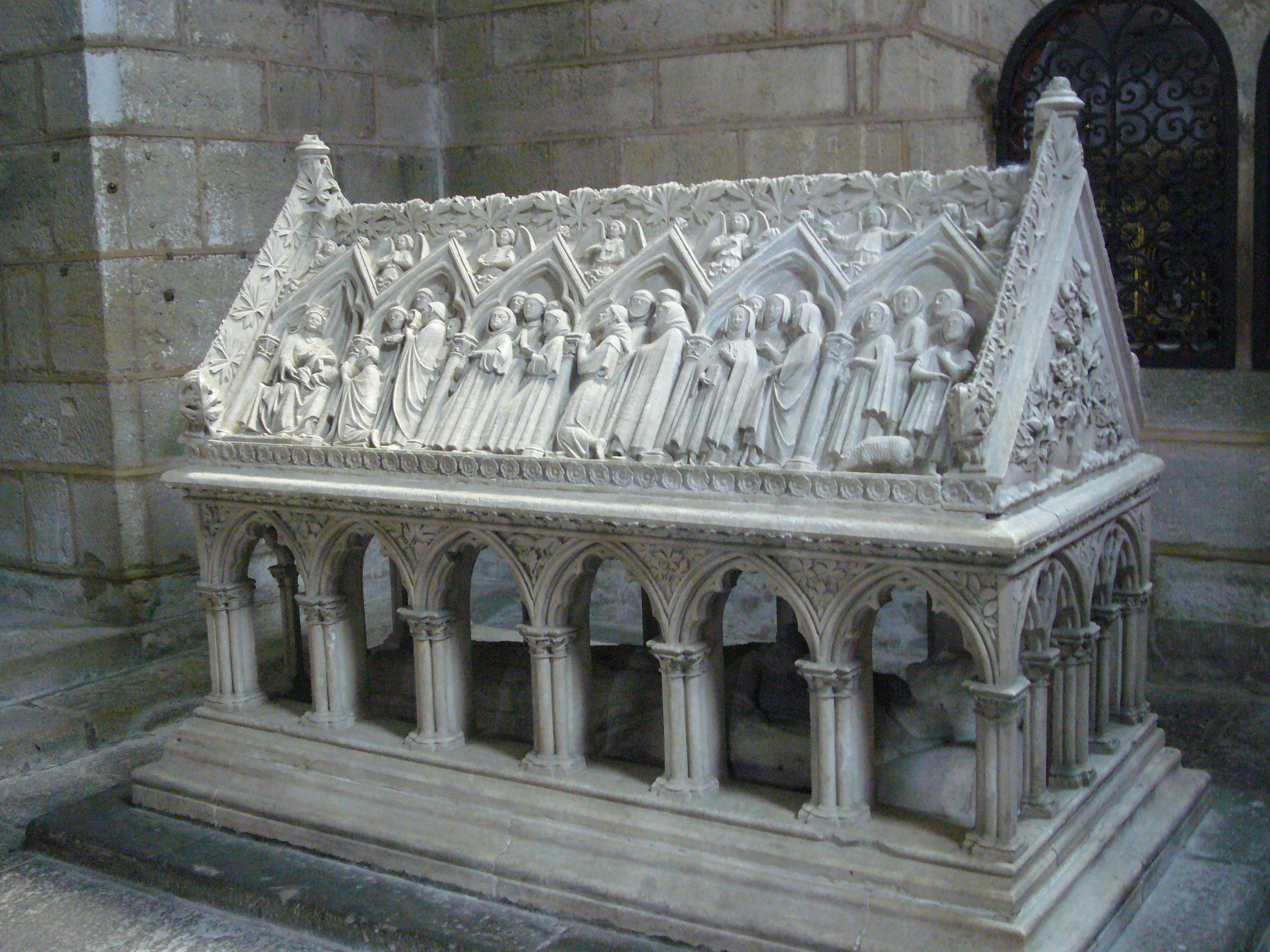
Gisant d'Étienne d'Obazine, Abbaye d'Aubazine, Corrèze, datant du milieu du XIIIe siècle, chef-d'œuvre de la sculpture savante sur calcaire.

### Sources possibles d'inspiration: les émaux de Limoges
Les sculptures représentant personnages et scènes de la Bible sur les quatre dalles de granite du gisant ont été rapprochées ci-dessus d’autres œuvres qui campent les mêmes personnages et les mêmes scènes ; ces œuvres proposées à titre de comparaison sont de quatre types : sculptures, peintures/miniatures, vitraux, émaux, et elles proviennent de centres artistiques assez éloignés du Limousin, pour la plupart ; pour tenter de proposer des sources possibles d’inspiration pour les sculptures du gisant, il est utile de mettre en valeur quelques œuvres d’émaillerie produites à Limoges aux XIIe, XIIIe et XIVe siècles, des œuvres qui étaient sans doute connues des artisans et artistes du XVe siècle; le centre artistique de Limoges, à cette époque, a produit dans ses ateliers d’émaux des œuvres admirées dans toute l’Europe, dont voici quelques exemples :

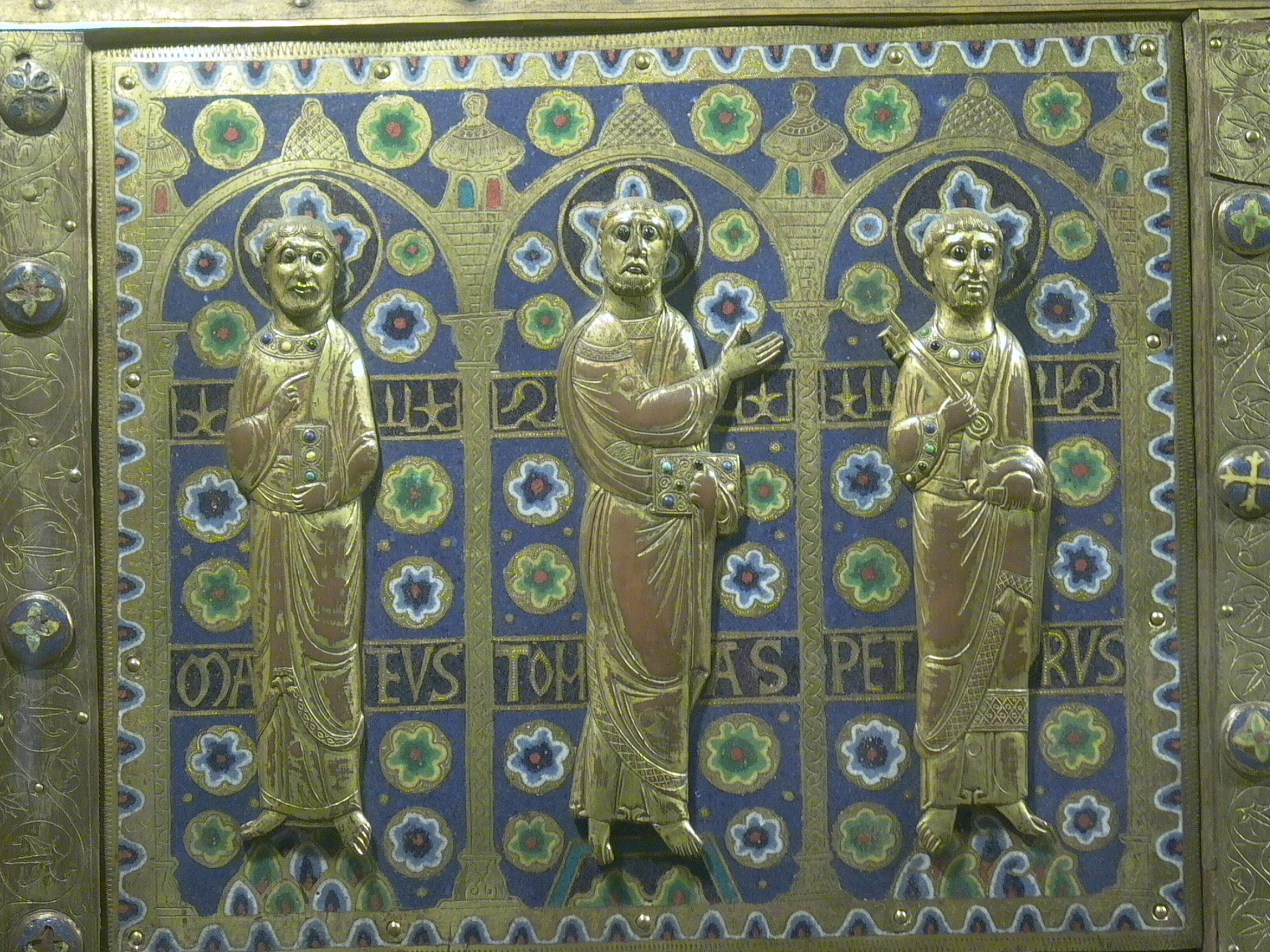
Les apôtres Matthieu, Thomas et Pierre sur la châsse de saint Calmin, conservée à l’abbaye de Mozac (Puy-de-Dôme), datant du XIIe siècle, chef-d’œuvre de l'émaillerie limousine.
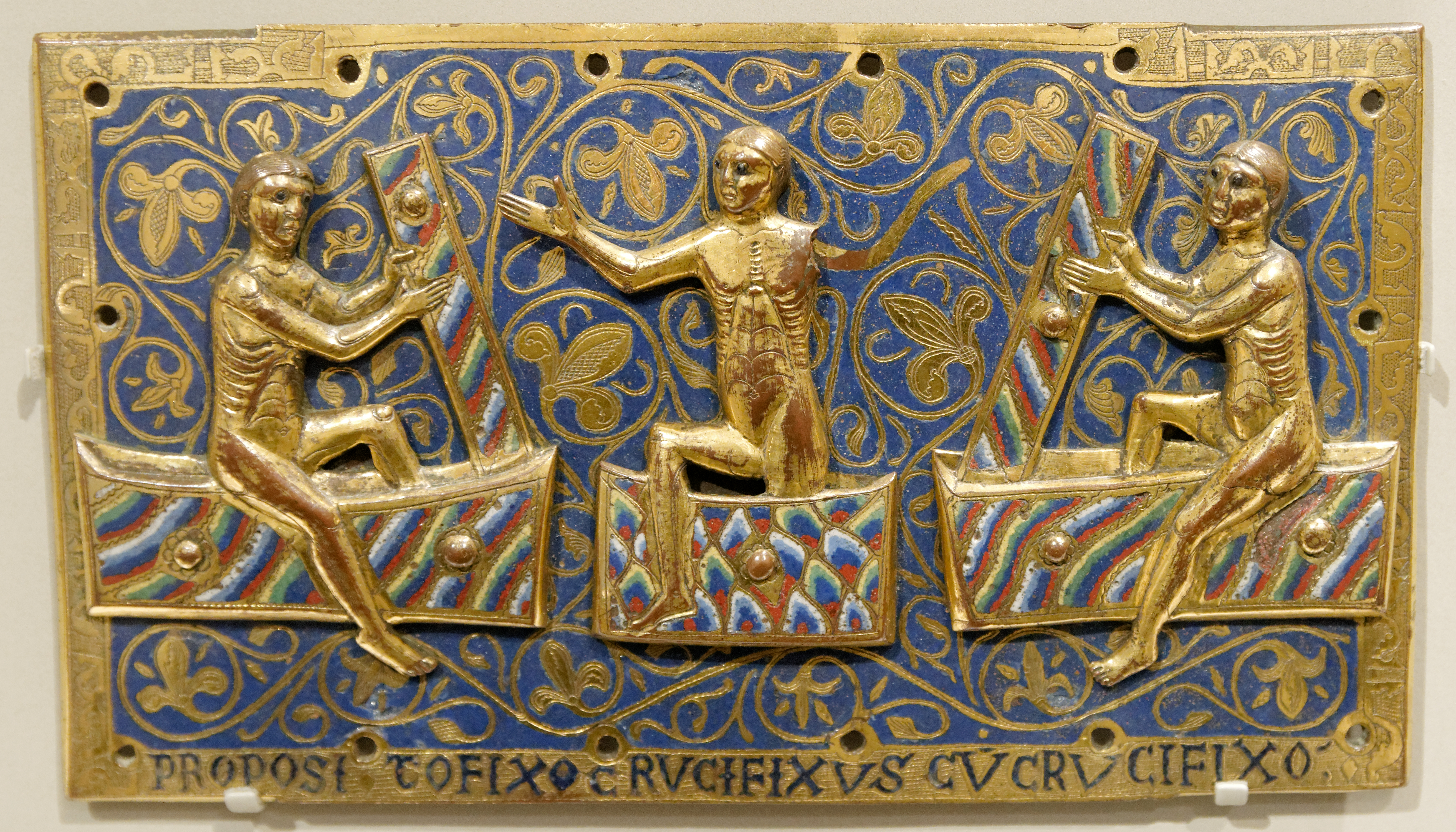
Émail champlevé de Limoges, plaque représentant une scène de la Résurrection, conservée au Victoria and Albert Museum à Londres, datant de 1250 environ.
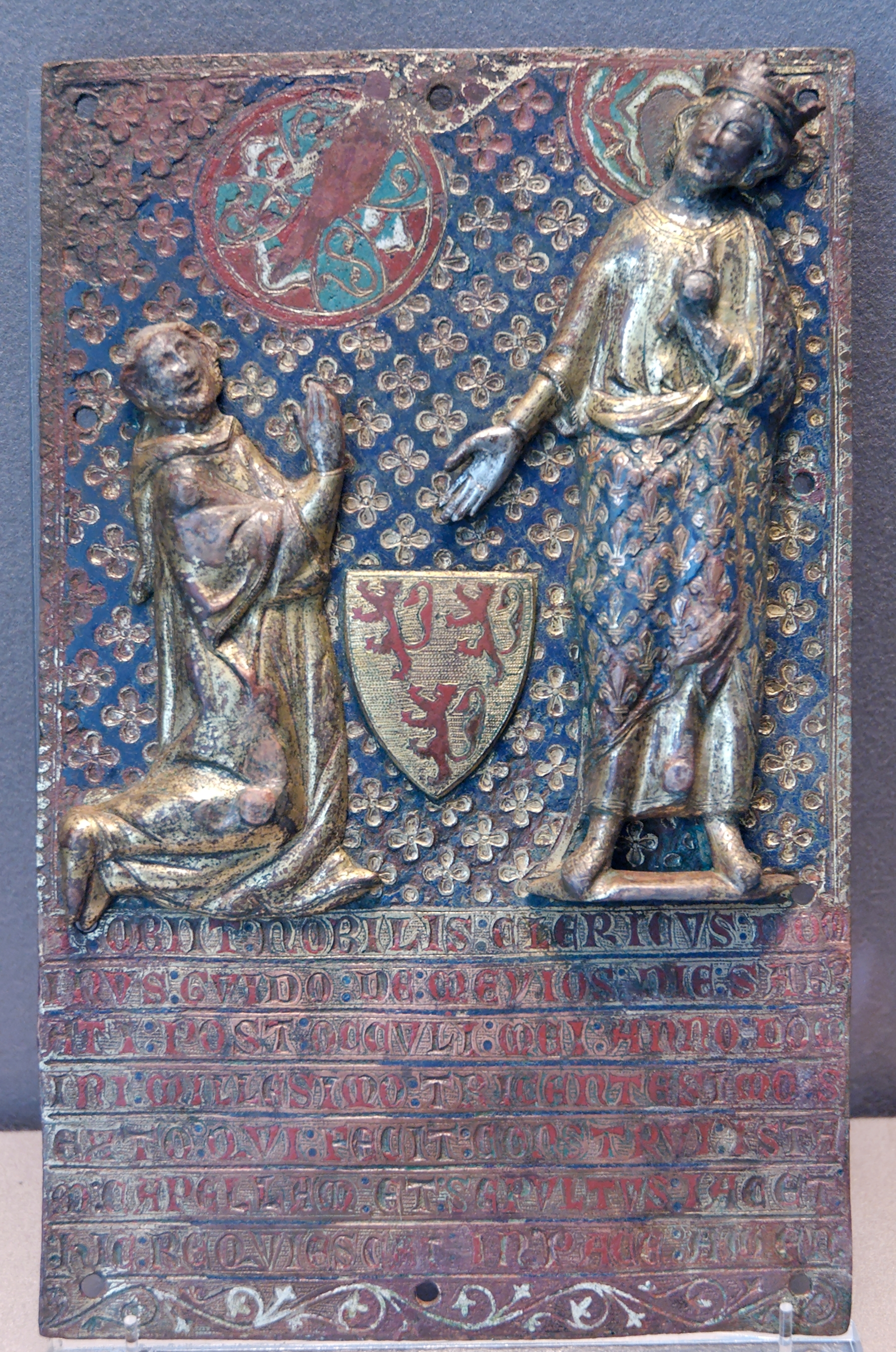
Émail champlevé de Limoges, plaque montrant Guy de Meyos à genoux devant Saint Louis, datant de 1307, conservée au Musée du Louvre.

Il est utile de compléter cette confrontation, entre le gisant et des possibles sources d’inspiration, par le point de vue de Marie-Madeleine et Serge Gauthier sur la sculpture limousine, romane et gothique, de granite, dans les localités limousines des campagnes :
« (à la période romane) Citons, entre bien d’autres, (…) le porche de Lagraulière (voir la notice de la Base Palissy référencée ici (…) Longtemps méprisée et encore mal connue la sculpture limousine de granit mériterait une ample étude spéciale qui en éclairerait les sources et le développement. (…)
(à la période gothique) Partout à travers la campagne limousine, des Vierges à l’Enfant, des Pietà de calcaire et même de granit (…) ont été sculptés de la fin du XIIIe au début du XVIIe siècle ; leur savoureuse rusticité empêche souvent de les dater. »
Complétons cette analyse par le point de vue, sur la sculpture romane limousine de granite, de Claude Andrault-Schmitt, Xavier Lhermite, Evelyne Proust, Eric Sparhubert :
« Avec la Bretagne, le Limousin est l'une des rares régions françaises où les sculpteurs romans ont dû affronter le granit. Avons-nous là un marqueur d'identité ? Autrement dit, le granit fait-il la sculpture romane limousine ?
Comme partout dans le monde roman, les premiers sculpteurs limousins, en quête de motifs, ont puisé dans le répertoire antique et dans les manuscrits avec des résultats médiocres du fait des contraintes du matériau. (…) Cependant, on relève dans ces œuvres un grand sens de la composition et du mouvement ainsi qu'une exceptionnelle vigueur du relief. Ce courant de la sculpture romane se caractérise par un feuillage extrêmement dynamique où de profonds creusements au trépan procurent un puissant effet de clair-obscur. (…)
Cet art, tributaire du granit, dominé par la recherche de l'effet plastique, survit jusque vers 1150 et même au-delà sur les chapiteaux de Saint-Léonard et de Solignac, mais n'est pas sorti de la région. C'est en ce sens qu'on pourrait le qualifier de sculpture romane limousine. »

## Référencement